# Płamen Krystew
Płamen Petrow Krystew (bułg. Пламен Петров Кръстев, ur. 18 listopada 1958 w Gornim Bogrowie w obwodzie sofijskim) – bułgarski lekkoatleta, płotkarz, olimpijczyk, halowy wicemistrz Europy.
Jego największym osiągnięciem jest srebrny medal halowych mistrzostw Europy (bieg na 60 m przez płotki, Mediolan 1982). Podczas igrzysk olimpijskich w Moskwie (1980) odpadł w półfinałowym biegu na 110 metrów przez płotki. W roku 1984 w czasie zawodów Przyjaźń-84, w Moskwie, zajął szóste miejsce w biegu na 110 metrów przez płotki.
13 razy zdobywał złote medale mistrzostw Bułgarii, dziewięciokrotnie na 110 metrów przez płotki, czterokrotnie na 60 metrów przez płotki.
Wielokrotnie ustanawiał rekordy kraju na różnych dystansach płotkarskich, do dziś jest halowym rekordzistą Bułgarii w biegu na 50 metrów przez płotki (6,62 sek. w 1981).